# Wikipédia en télougou
Wikipédia en télougou (en télougou : తెలుగు వికీపీడియా) est l’édition de Wikipédia en télougou, langue dravidienne parlée principalement en Andhra Pradesh et Telangana en Inde. L'édition est lancée officiellement le 9 décembre 2003 et dans les faits en août 2004. Son code est : te.
Au 21 mars 2025, l'édition en télougou contient 109 992 articles et compte 135 727 contributeurs, dont 213 contributeurs actifs et 11 administrateurs.

## Présentation

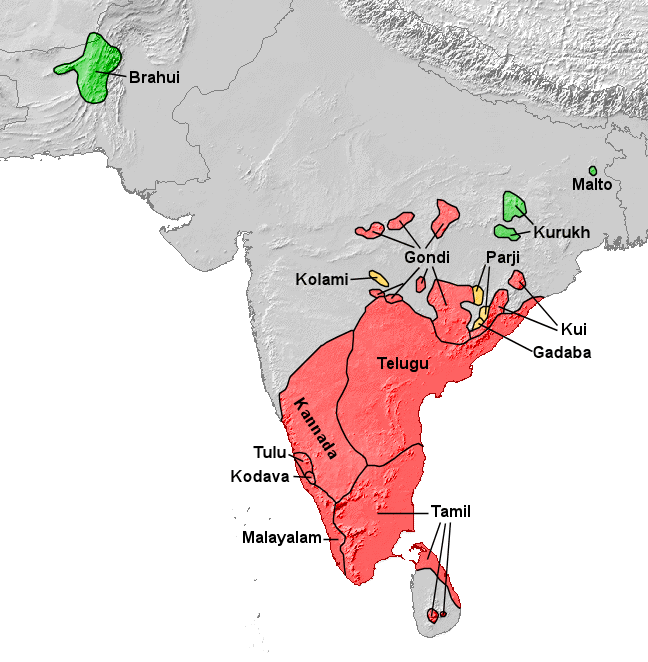
Aire de diffusion du télougou au sein des langues dravidiennes.
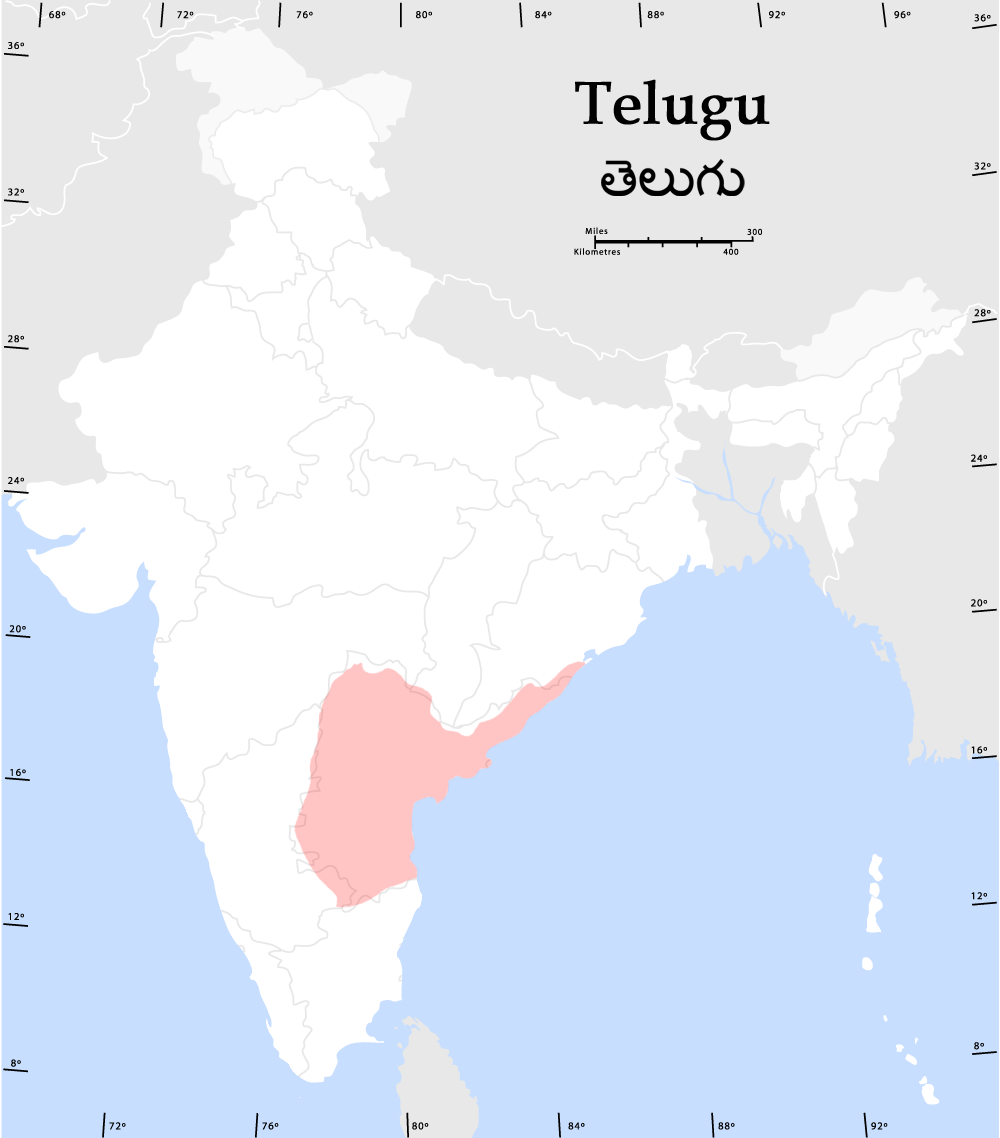
Aire de diffusion du télougou.

## Statistiques
- Le 17 août 2005, l'édition en télougou atteint 1 000 articles.
- Le 23 décembre 2005, elle atteint 2 000 articles.
- Le 7 novembre 2006, elle compte 1 000 utilisateurs et le 27 décembre 2006, elle atteint 25 000 articles.
- En septembre 2017, elle compte quelque 67 476 articles et 64 815 utilisateurs enregistrés.
- Le 5 novembre 2022, elle contient 79 449 articles et compte 116 390 contributeurs, dont 204 contributeurs actifs et 13 administrateurs.
- Le 13 août 2024, elle contient 98 632 articles et compte 131 137 contributeurs, dont 184 contributeurs actifs et 11 administrateurs.